# Norwegischer Fußballpokal der Männer 1996
Der norwegische Fußballpokal 1996 (kurz auch NM-Cup 1996 genannt) war die 91. Austragung des Fußballpokalwettbewerbs der Männer. Pokalsieger wurde Tromsø IL. Das Team setzte sich im Finale mit 2:1 gegen den FK Bodø/Glimt durch. Durch den Sieg qualifizierte sich Tromsø für den Europapokal der Pokalsieger 1997/98.
Bis auf das Halbfinale wurden die Begegnungen in einem Spiel entschieden. Bei einem Unentschieden nach Verlängerung wurde der Sieger im Elfmeterschießen ermittelt. Die Wiederholungsspiele wurden in allen Runden abgeschafft. Die Halbfinalspiele wurden in Hin- und Rückspiel ausgetragen.

## 1. Runde
| Datum      |                       | Ergebnis              |                       |
| ---------- | --------------------- | --------------------- | --------------------- |
| 21.05.1996 | IL Averøykameratene   | 0:3                   | Molde FK              |
|            | Hareid IL             | 2:3                   | IL Hødd               |
| 22.05.1996 | Eiger IL              | 1:0                   | Klepp IL              |
|            | Lyngen/Karnes IL      | 0:2                   | Skjervøy IK           |
|            | Nybergsund IL         | 0:5                   | Faaberg Fotball       |
|            | Silsand IL            | 2:3                   | FK Mjølner-Narvik     |
|            | SK Snøgg              | 1:7                   | Eik IF Tønsberg       |
|            | Sortland IL           | 4:1                   | Grovfjord IL          |
|            | Vardal IF             | 1:4                   | Ham-Kam               |
| 23.05.1996 | Alta IF               | 2:1 n. V.             | Porsanger IL          |
|            | Aurskog-Finstadbru SK | 0:7                   | Jevnaker IF           |
|            | Austrheim IL          | 0:8                   | Brann Bergen          |
|            | Blaker IL             | 0:5                   | Lillestrøm SK         |
|            | Bærum SK              | 0:2                   | IL Runar Sandefjord   |
|            | FL Fart               | 1:1 n. V. (1:4 i. E.) | Kongsvinger IL        |
|            | Finnsnes IL           | 2:3                   | Tromsdalen UIL        |
|            | IL Flint              | 0:2                   | Odd Grenland          |
|            | Follese FK            | 1:8                   | Åsane IL              |
|            | Frigg Oslo FK         | 1:2                   | SF Grei               |
|            | Galterud IF           | 1:4                   | Vålerenga Oslo        |
|            | FK Gevir Bodø         | 1:3                   | IL Stålkameratene     |
|            | Grorud IL             | 0:5                   | Skeid Oslo            |
|            | TIL Hovding           | 1:4                   | Fana IL               |
|            | Hærland IL            | 1:5                   | Moss FK               |
|            | Kolbotn IL            | 1:2                   | Drøbak/Frogn IL       |
|            | Kolstad IL            | 1:2                   | Melhus IL             |
|            | Kopervik IL           | 1:0                   | Os TF                 |
|            | Langesund IF          | 0:2                   | Start Kristiansand    |
|            | Larvik Turn           | 1:3                   | Pors Grenland         |
|            | FK Lofoten            | 1:1 n. V. (3:4 i. E.) | Harstad IL            |
|            | Mjøndalen IF          | 3:2                   | SBK Drafn             |
|            | Mo IL                 | 1:6                   | FK Bodø/Glimt         |
|            | Nardo FK              | 7:1                   | Orkdal IL             |
|            | Nidelv IL             | 0:9                   | Rosenborg Trondheim   |
|            | Ny-Krohnborg IL       | 1:3                   | Fyllingen Fotball     |
|            | Nymark IL             | 1:3                   | FK Haugesund          |
|            | Orkanger IF           | 2:2 n. V. (5:4 i. E.) | SK Nationalkameratene |
|            | Rakkestad IF          | 0:1                   | Kjelsås IL            |
|            | Randesund IL          | 1:1 n. V. (4:5 i. E.) | Flekkefjord FK        |
|            | Ranheim IL            | 2:1                   | Strindheim IL         |
|            | Raufoss IL            | 3:2 n. V.             | Strømmen IF           |
|            | Riska FK              | 00:11                 | FK Vidar              |
|            | Rælingen FK           | 2:3                   | Lyn Oslo              |
|            | Råde IL               | 0:2                   | Stabæk IF             |
|            | Sandefjord BK         | 2:1                   | Fossum IF             |
|            | Sarpsborg FK          | 0:1                   | SK Falk Horten        |
|            | Sel IL                | 1:2                   | Åndalsnes IF          |
|            | Skarbøvik IF          | 3:2                   | Aalesunds FK          |
|            | SK Sprint-Jeløy       | 1:0                   | Ullern IF             |
|            | Stavanger IF          | 0:4                   | Viking Stavanger      |
|            | Steinkjer FK          | 1:2                   | Namsos IL             |
|            | IL Stjørdals-Blink    | 1:2                   | FK Fauske/Sprint      |
|            | Stryn TIL             | 0:2                   | Sogndal IL            |
|            | Trysil IL             | 1:3                   | Elverum FK            |
|            | Sandnes Ulf           | 3:1                   | Bryne FK              |
|            | IL Ulfstind           | 0:8                   | Tromsø IL             |
|            | SK Vard Haugesund     | 1:0                   | Stord IL              |
|            | Verdal IL             | 0:3                   | Byåsen IL             |
|            | Vindbjart FK          | 2:1                   | FK Vigør              |
|            | Østsiden IL           | 3:2                   | Fredrikstad FK        |
|            | Ålgård FK             | 4:2                   | Randaberg IL          |
|            | Åmot IF               | 0:7                   | Strømsgodset IF       |
|            | Åssiden IF            | 1:2                   | Ski IL                |
| 24.05.1996 | Ørsta IL              | 2:3                   | Tornado FK            |

## 2. Runde
| Datum      |                     | Ergebnis  |                   |
| ---------- | ------------------- | --------- | ----------------- |
| 12.06.1996 | Elverum FK          | 3:2       | Drøbak/Frogn IL   |
|            | Faaberg IL          | 1:4       | Stabæk IF         |
|            | SK Falk Horten      | 3:2       | Mjøndalen IF      |
|            | FK Fauske/Sprint    | 00:10     | FK Bodø/Glimt     |
|            | Flekkefjord FK      | 0:6       | Brann Bergen      |
|            | Fyllingen Fotball   | 4:0       | Skarbøvik IF      |
|            | SF Grei             | 1:4       | Kongsvinger IL    |
|            | Harstad IL          | 6:0       | Sortland IL       |
|            | FK Haugesund        | 4:1       | Kopervik IL       |
|            | Kjelsås IL          | 0:6       | Ham-Kam           |
|            | Lyn Oslo            | 2:0       | Jevnaker IF       |
|            | Melhus IL           | 0:2       | Byåsen IL         |
|            | FK Mjølner-Narvik   | 5:1       | IL Stålkameratene |
|            | Molde FK            | 5:0       | Orkanger IF       |
|            | Moss FK             | 3:2 n. V. | SK Sprint-Jeløy   |
|            | Namsos IL           | 1:5       | Nardo FK          |
|            | Pors Grenland       | 0:5       | Eik IF Tønsberg   |
|            | Raufoss IL          | 1:3       | Lillestrøm SK     |
|            | Rosenborg Trondheim | 6:0       | Ranheim IL        |
|            | IL Runar Sandefjord | 1:2       | Odd Grenland      |
|            | Ski IL              | 2:3       | Vålerenga Oslo    |
|            | Skjervøy IK         | 0:1       | Tromsdalen UIL    |
|            | Start Kristiansand  | 1:0       | Vindbjart FK      |
|            | Strømsgodset IF     | 3:2       | Sandefjord BK     |
|            | Tornado FK          | 1:3       | IL Hødd           |
|            | Tromsø IL           | 2:1       | Alta IF           |
|            | Sandnes Ulf         | 1:5       | Viking Stavanger  |
|            | FK Vidar            | 1:3 n. V. | Eiger IL          |
|            | Østsiden IL         | 0:6       | Skeid Oslo        |
|            | Ålgård FK           | 1:2       | Fana IL           |
|            | Åndalsnes IF        | 1:5       | Sogndal IL        |
|            | Åsane IL            | 2:0       | SK Vard Haugesund |

## 3. Runde
| Datum      |                  | Ergebnis  |                     |
| ---------- | ---------------- | --------- | ------------------- |
| 26.06.1996 | Lillestrøm SK    | 0:2       | SK Falk Horten      |
|            | Vålerenga Oslo   | 2:0       | Fyllingen Fotball   |
| 27.06.1996 | FK Bodø/Glimt    | 2:1       | FK Mjølner-Narvik   |
|            | Brann Bergen     | 2:0       | Åsane IL            |
|            | Byåsen IL        | 1:2       | Molde FK            |
|            | Eiger IL         | 1:4       | Start Kristiansand  |
|            | Eik IF Tønsberg  | 2:3       | Stabæk IF           |
|            | Fana IL          | 0:1       | Moss FK             |
|            | Ham-Kam          | 1:0       | Nardo FK            |
|            | IL Hødd          | 1:7       | Rosenborg Trondheim |
|            | Kongsvinger IL   | 2:0       | Elverum FK          |
|            | Odd Grenland     | 0:1       | Strømsgodset IF     |
|            | Skeid Oslo       | 3:1       | Harstad IL          |
|            | Sogndal IL       | 3:2       | Lyn Oslo            |
|            | Tromsdalen UIL   | 3:8 n. V. | Tromsø IL           |
|            | Viking Stavanger | 3:1       | FK Haugesund        |

## 4. Runde
| Datum      |                    | Ergebnis              |                     |
| ---------- | ------------------ | --------------------- | ------------------- |
| 17.07.1996 | FK Bodø/Glimt      | 3:2                   | Brann Bergen        |
|            | SK Falk Horten     | 0:1                   | Skeid Oslo          |
|            | Molde FK           | 0:3                   | Kongsvinger IL      |
|            | Stabæk IF          | 4:2                   | Rosenborg Trondheim |
|            | Start Kristiansand | 2:2 n. V. (4:5 i. E.) | Moss FK             |
|            | Strømsgodset IF    | 2:0                   | Sogndal IL          |
|            | Tromsø IL          | 7:0                   | Ham-Kam             |
|            | Vålerenga Oslo     | 2:1                   | Viking Stavanger    |

## Viertelfinale
| Datum      |                 | Ergebnis |                |
| ---------- | --------------- | -------- | -------------- |
| 14.08.1996 | Moss FK         | 2:3      | Kongsvinger IL |
|            | Stabæk IF       | 1:5      | FK Bodø/Glimt  |
|            | Strømsgodset IF | 0:2      | Vålerenga Oslo |
| 15.08.1996 | Skeid Oslo      | 0:2      | Tromsø IL      |

## Halbfinale
| Datum             |                | Gesamt |                | Hinspiel | Rückspiel |
| ----------------- | -------------- | ------ | -------------- | -------- | --------- |
| 21.09./02.10.1996 | Kongsvinger IL | 1:7    | FK Bodø/Glimt  | 1:5      | 0:2       |
| 22.09./02.10.1996 | Tromsø IL      | 3:0    | Vålerenga Oslo | 0:0      | 3:0       |

## Finale
| Tromsø IL                                   | Tromsø IL | FK Bodø/Glimt | FK Bodø/Glimt |
| ------------------------------------------- | --- | --- | ------------- |
| Tromsø IL                                   | \| Finale \| \| 27. Oktober 1996 in Oslo (Ullevaal-Stadion) \| \| Ergebnis: 2:1 (0:0) \| \| Zuschauer: 22.683 \| \| Schiedsrichter: Terje Hauge \| \| Spielbericht \|                                                                                         | \| Finale \| \| 27. Oktober 1996 in Oslo (Ullevaal-Stadion) \| \| Ergebnis: 2:1 (0:0) \| \| Zuschauer: 22.683 \| \| Schiedsrichter: Terje Hauge \| \| Spielbericht \|                                                      | FK Bodø/Glimt |
| Tromsø IL                                   | Tor Andre Grnersen – Johnny Hansen (70. Bjørn Ludvigsen), Arne Vidar Moen, Steinar Nilsen (46. Stian Larsen), Morten Kræmer – Roar Berntsen, Per Egil Swift, Bjørn Johansen, Thomas Hafstad – Ole Martin Årst, Sigurd Rushfeldt Cheftrainer: Terje Skarsfjord | Rohnny Westad – Ola Haldorsen, Bent Inge Johnsen, Cato Hansen, Andreas Evjen – Thor Mikalsen, Ørjan Berg, Runar Berg – Aasmund Bjørkan, Stig Johansen, Jan Derek Sørensen (77. Terje Ellingsen) Cheftrainer: Trond Sollied | FK Bodø/Glimt |
| Tromsø IL                                   | 1:1 Ole Martin Årst (79.) 2:1 Sigurd Rushfeldt (90.) | 0:1 Runar Berg (55.) | FK Bodø/Glimt |
| Tromsø IL                                   | Johnny Hansen (1.), Ole Martin Årst (51.) | Andreas Evjen (30.), Ørjan Berg (58.) | FK Bodø/Glimt |
| Finale                                      | | |               |
| 27. Oktober 1996 in Oslo (Ullevaal-Stadion) | | |               |
| Ergebnis: 2:1 (0:0)                         | | |               |
| Zuschauer: 22.683                           | | |               |
| Schiedsrichter: Terje Hauge                 | | |               |
| Spielbericht                                | | |               |